# Villorsonnens
Villorsonnens is een gemeente en plaats in het Zwitserse kanton Fribourg, en maakt deel uit van het district Glâne.
Villorsonnens telt 1.384 inwoners.

## Geboren
- Henri Chammartin (1918-2011), ruiter

## Externe link

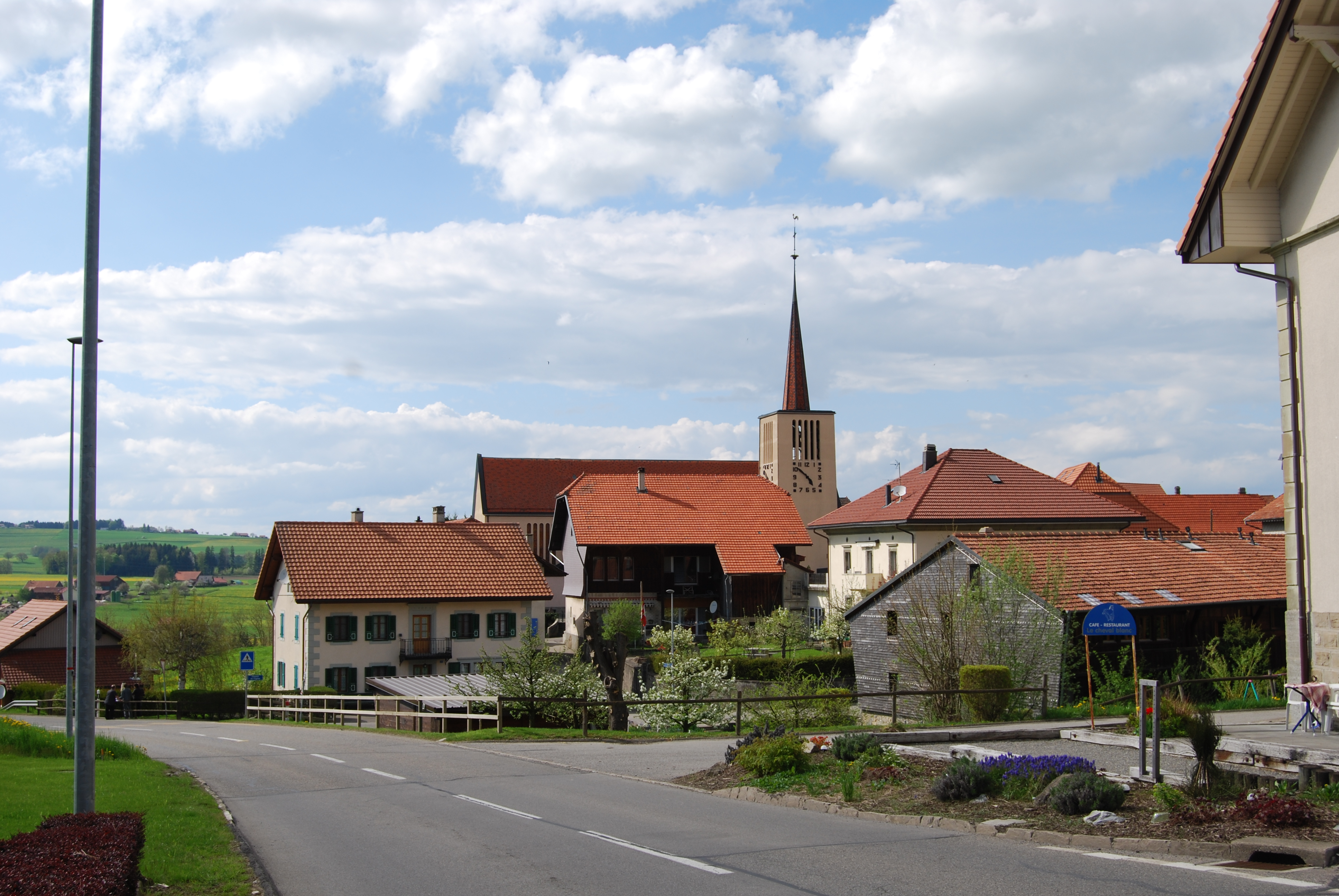
Orsonnens